# En la naturaleza (4-3-2-1-0)
«En la naturaleza (4-3-2-1-0)» es una canción del cantante chileno Gepe lanzado como su primer sencillo de su cuarto disco de estudio GP (2012).

## Video musical
Un vídeo musical para acompañar el lanzamiento de "En La Naturaleza", fue lanzado por primera vez en YouTube el 10 de octubre de 2012 a una longitud total de cuatro minutos y ocho segundos. Fue dirigido por Bernardo Quesney (con quien ya había trabajado en el sencillo Alfabeto).

## Lista de canciones
En La Naturaleza Remixes
- En la Naturaleza (4-3-2-1-0) (feat. Pedropiedra)
- En la Naturaleza (4-3-2-1-0) (Astro Remix)
- En la Naturaleza (4-3-2-1-0) (Yelram Selectah Remix)
- En la Naturaleza (Dj Raff Remix)
- En la Naturaleza (Roman & Castro Remix)

## Listas musicales
| Año  | Lista               | Posición |
| ---- | ------------------- | -------- |
| 2012 | Chile Singles Chart | 97       |